# Tari Eason
Tari Jordan Eason, né le 10 mai 2001 à Portsmouth en Virginie, est un joueur américain de basket-ball mesurant 2,00 m, et évoluant aux postes d'ailier et ailier fort.

## Biographie

### Carrière universitaire
Tari Eason commence sa carrière universitaire avec les Bearcats de Cincinnati, il inscrit 20 points, prend 13 rebonds et réalise trois contres dans une victoire face à la Green Wave de Tulane en février 2021. Il est ensuite transféré la saison suivante vers les Tigers de LSU où son équipe se fait sortir au premier tour de la March Madness 2022. Le 25 mars, il se présente pour la draft 2022 où est attendu parmi les vingt premiers choix.

### Carrière professionnelle

#### Rockets de Houston (depuis 2022)
Lors de la draft 2022, il est choisi par les Rockets de Houston en 17e position.
Pour sa première saison en NBA, il dispute 82 matchs dont 5 en tant que titulaire avec des moyennes par match de 9,30 points, 6 rebonds, 1,10 passe, 1,20 interception et 0,6 contre. Ces statistiques lui valent d'être sélectionné dans la NBA All-Rookie Second Team

## Palmarès

### NBA
- NBA All-Rookie Second Team en 2023.

### Universitaire
- SEC Sixth Man of the Year en 2022
- First-team All-SEC en 2022
- AAC All-Freshman Team en 2021

## Statistiques

### Universitaires
| Saison    | Équipe     | Matchs | Titul. | Min./m | % Tir | % 3pts | % LF | Rbds/m. | Pass/m. | Int/m. | Ctr/m. | Pts/m. |
| --------- | ---------- | ------ | ------ | ------ | ----- | ------ | ---- | ------- | ------- | ------ | ------ | ------ |
| 2020-2021 | Cincinnati | 23     | 8      | 19,6   | 46,2  | 24,1   | 57,4 | 5,90    | 1,30    | 1,20   | 1,30   | 7,30   |
| 2021-2022 | LSU        | 33     | 4      | 24,4   | 52,1  | 35,9   | 80,3 | 6,60    | 1,00    | 1,90   | 1,10   | 16,90  |
| Carrière  | Carrière   | 56     | 12     | 22,4   | 50,4  | 32,7   | 75,7 | 6,30    | 1,10    | 1,60   | 1,20   | 13,00  |

### Professionnelles
| Saison    | Équipe   | Matchs | Titul. | Min./m | % Tir | % 3pts | % LF | Rbds/m. | Pass/m. | Int/m. | Ctr/m. | Pts/m. |
| --------- | -------- | ------ | ------ | ------ | ----- | ------ | ---- | ------- | ------- | ------ | ------ | ------ |
| 2022-2023 | Houston  | 82     | 5      | 21,5   | 44,8  | 34,3   | 75,2 | 6,00    | 1,10    | 1,20   | 0,60   | 9,30   |
| Carrière  | Carrière | 82     | 5      | 21,5   | 44,8  | 34,3   | 75,2 | 6,00    | 1,10    | 1,20   | 0,60   | 9,30   |

## Records sur une rencontre en NBA
Les records personnels de Tari Eason en NBA sont les suivants, :
| Type de statistique        | Saison régulière | Saison régulière          | Saison régulière |
| Type de statistique        | Record           | Adversaire                | Date             |
| -------------------------- | ---------------- | ------------------------- | ---------------- |
| Points                     | 30               | Mavericks de Dallas       | 14 mars 2025     |
| Paniers marqués            | 11               | 2 fois                    | 2 fois           |
| Paniers tentés             | 21               | Thunder d'Oklahoma City   | 1er février 2023 |
| Paniers à 3 points réussis | 4                | Bulls de Chicago          | 11 mars 2023     |
| Paniers à 3 points tentés  | 6                | @ Celtics de Boston       | 27 décembre 2022 |
| Lancers francs réussis     | 7                | @ Thunder d'Oklahoma City | 4 février 2023   |
| Lancers francs tentés      | 10               | @ Thunder d'Oklahoma City | 15 février 2023  |
| Rebonds offensifs          | 12               | Thunder d'Oklahoma City   | 1er février 2023 |
| Rebonds défensifs          | 10               | Spurs de San Antonio      | 11 décembre 2023 |
| Rebonds totaux             | 14               | 2 fois                    | 2 fois           |
| Passes décisives           | 5                | @ Raptors de Toronto      | 9 novembre 2022  |
| Interceptions              | 5                | 2 fois                    | 2 fois           |
| Contres                    | 3                | 4 fois                    | 4 fois           |
| Balles perdues             | 4                | 2 fois                    | 2 fois           |
| Minutes jouées             | 35               | Warriors de Golden State  | 2 novembre 2024  |

- Double-double : 15
- Triple-double : 0

Dernière mise à jour : 25 mars 2025